# Gare de Morez
Gare de Morez – stacja kolejowa w Morez, w departamencie Jura, w regionie Burgundia-Franche-Comté, we Francji.
Jest stacją Société nationale des chemins de fer français (SNCF), obsługiwaną przez pociągi TER Franche-Comté.